# 50/70 Moje najważniejsze
50/70 Moje najważniejsze – dwupłytowy album kompilacyjny Krzysztofa Cugowskiego nagrany wraz z Zespołem Mistrzów. Pierwsza płyta zawiera nowe, akustyczne aranżacje utworów, które Cugowski nagrał wcześniej m.in. z Budką Suflera (w tym także pierwszy w historii utwór nagrany przez zespół, „Blues George'a Maxwella”), zespołem Cross, a także utworu pochodzącego z solowego albumu Cugowskiego Przebudzenie. Na drugiej płycie znajduje się zapis koncertu, jaki odbył się w studiu Radia Lublin w 2018 roku. Jedynym utworem premierowym jest „Twoja łza”.
Pierwotnie album miał ukazać się 3 kwietnia 2020, jednak ostatecznie został on wydany 8 maja 2020. Album dotarł do 3. miejsca polskiej listy przebojów OLiS.
W 2025 roku wydawnictwo osiągnęło status złotej płyty.

## Lista utworów
CD1 – Moje najważniejsze
| 1.  | "Blues George'a Maxwella" (muz. Witold Odorowicz, sł. Aleksander Migo)                              | 3:31    |
|     | |         |
| 2.  | "Twoja łza" (muz. Jacek Królik, Maciej Aleksandrowicz, sł. Andrzej Sikorowski)                      | 3:38    |
|     | |         |
| 3.  | "Głodny" (muz. Romuald Lipko, Krzysztof Cugowski, sł. Andrzej Mogielnicki)                          | 5:25    |
|     | |         |
| 4.  | "Demony wojny" (muz. i sł. Marek Kościkiewicz)                                                      | 3:41    |
|     | |         |
| 5.  | "Nowa Wieża Babel" (muz. Romuald Lipko, sł. Andrzej Mogielnicki)                                    | 4:28    |
|     | |         |
| 6.  | "Woskowe dusze" (muz. Romuald Lipko, Krzysztof Cugowski, sł. Tomasz Zeliszewski)                    | 4:36    |
|     | |         |
| 7.  | "Zostać w Tobie" (muz. Krzysztof Cugowski, Krzysztof Mandziara, sł. Magdalena Wojtaszewska-Zajfert) | 4:44    |
|     | |         |
| 8.  | "Przebudzenie" (muz. Stefan Gąsieniec, sł. Roman Kołakowski)                                        | 3:04    |
|     | |         |
| 9.  | "Wielki Kpiarz" (muz. Romuald Lipko, Krzysztof Cugowski, sł. Magdalena Wojtaszewska-Zajfert)        | 5:00    |
|     | |         |
| 10. | "I tylko gwiazda – blask jej znikomy" (muz. Romuald Lipko, Krzysztof Cugowski, sł. Adam Sikorski)   | 3:28    |
|     | |         |
| 11. | "Wino, śpiew i łzy" (muz. Mieczysław Jurecki, sł. Tomasz Zeliszewski)                               | 4:29    |
|     | |         |
| 12. | "Fraszka dla Staszka" (muz. Romuald Lipko, sł. Tomasz Zeliszewski)                                  | 3:04    |
|     | |         |
| 13. | "Zamiast kołysanki" (muz. Romuald Lipko, Krzysztof Cugowski, sł. Adam Sikorski)                     | 4:55    |
|     | |         |
| 14. | "Lubię ten stary obraz" (muz. Romuald Lipko, Krzysztof Cugowski, sł. Adam Sikorski)                 | 9:58    |
|     | |         |
|     | | 1:04:01 |
|     | |         |
CD2 – The Best Of – Live
| 1.  | "Intro" (muz. Zespół Mistrzów)                                                      | 1:17    |
|     |                                                                                     |         |
| 2.  | "Sen o dolinie" (muz. Bill Withers, sł. Adam Sikorski)                              | 3:10    |
|     |                                                                                     |         |
| 3.  | "Geniusz Blues" (muz. Romuald Lipko, Krzysztof Cugowski, sł. Andrzej Mogielnicki)   | 5:11    |
|     |                                                                                     |         |
| 4.  | "Noc nad Norwidem" (muz. Romuald Lipko, Krzysztof Cugowski, sł. Adam Sikorski)      | 7:45    |
|     |                                                                                     |         |
| 5.  | "Twoje radio" (muz. Romuald Lipko, Krzysztof Cugowski, sł. Andrzej Mogielnicki)     | 4:16    |
|     |                                                                                     |         |
| 6.  | "Cisza jak ta" (muz. Romuald Lipko, Krzysztof Cugowski, sł. Andrzej Mogielnicki)    | 5:15    |
|     |                                                                                     |         |
| 7.  | "Ratujmy, co się da" (muz. Romuald Lipko, Krzysztof Cugowski, sł. Bogdan Olewicz)   | 5:24    |
|     |                                                                                     |         |
| 8.  | "Kluski postraszone oranżadą" (muz. Jacek Królik)                                   | 6:32    |
|     |                                                                                     |         |
| 9.  | "Pieśń niepokorna" (muz. Romuald Lipko, Krzysztof Cugowski, sł. Adam Sikorski)      | 4:56    |
|     |                                                                                     |         |
| 10. | "Młode lwy" (muz. Romuald Lipko, Krzysztof Cugowski, sł. Marek Dutkiewicz)          | 6:03    |
|     |                                                                                     |         |
| 11. | "Memu miastu na do widzenia" (muz. Romuald Lipko, sł. Adam Sikorski)                | 3:43    |
|     |                                                                                     |         |
| 12. | "Jest taki samotny dom" (muz. Romuald Lipko, Krzysztof Cugowski, sł. Adam Sikorski) | 6:12    |
|     |                                                                                     |         |
| 13. | "Cień wielkiej góry" (muz. Romuald Lipko, Krzysztof Cugowski, sł. Adam Sikorski)    | 6:10    |
|     |                                                                                     |         |
| 14. | "Krzysztof Cugowski dziękuje"                                                       | 0:48    |
|     |                                                                                     |         |
|     |                                                                                     | 1:06:42 |
|     |                                                                                     |         |

## Twórcy[9]
- Krzysztof Cugowski – śpiew
- Jacek Królik – gitary, dobro, ukulele
- Tomasz Kałwak – piano, organy Hammonda, Rhodes, melotron
- Robert Kubiszyn – bas akustyczny
- Cezary Konrad – perkusja
- Wojciech Olszak – mix, realizacja dźwięku
- Dariusz Grela – realizacja dźwięku
- Grzegorz Piwkowski – mastering
- Orkiestra Kameralna Primuz pod batutą Łukasza Błaszczyka – akompaniament w utworze „Lubię ten stary obraz”
- Wojciech Lemański – aranżacja utworu „Lubię ten stary obraz”
- Kamil Bobrukiewicz – realizacja nagrań utworu „Lubię ten stary obraz”
- Danuta Hladikova – realizacja nagrań utworu „Lubię ten stary obraz”
- Łukasz Błasiński – rejestracja koncertu w studiu Radia Lublin
- Piotr Papier – rejestracja koncertu w studiu Radia Lublin